# Bracon levisulcatus
Bracon levisulcatus är en stekelart som beskrevs av Cameron 1912. Bracon levisulcatus ingår i släktet Bracon och familjen bracksteklar. Inga underarter finns listade.